# Philippe Busquin
Philippe Busquin (Feluy, 6 gennaio 1941) è un politico belga, esponente del Partito socialista.
È stato ministro, commissario europeo e presidente del Partito socialista.
Membro del Parlamento europeo dal 2004 al 2009 per la Comunità francese del Belgio con il Partito Socialista, che fa parte del gruppo socialista, si è seduto nel Comitato del Parlamento europeo per l'Industria, la ricerca e l'energia. Busquin è stato presidente del Panello di valutazione delle opzioni scientifiche e tecnologiche. È stato un sostituto della Commissione per l'ambiente, la sanità pubblica e la sicurezza alimentare e membro della delegazione alla Commissione di cooperazione parlamentare UE-Russia. La sua tendenza a balbettare è stata oggetto di video satirici su YouTube.
Dal 1999 al 2004 è stato membro della Commissione responsabile per la ricerca europea.

## Formazione
Il padre di Busquin era un ingegnere e lavorava nell'industria di materiale ferroviario Baume & Marpent. Rimase disoccupato all'inizio degli anni Cinquanta.
Dopo essersi diplomato al liceo di Nivelles, Busquin si laureò in fisica all'Université libre de Bruxelles nel 1962. Durante il suo periodo di studi Busquin partecipò a manifestazioni studentesche contro la crisi economica e venne influenzato politicamente dal sindacalista André Renard, fondatore del Movimento popolare vallone.
Dopo la laurea rinunciò alla carriera da ricercatore a causa della morte del padre. Dal 1963 e fino al 1977 lavorò come assistente presso la facoltà di medicina dell'Université libre de Bruxelles e dal 1966 lavorò anche come insegnante di chimica presso l'Istituto superiore di insegnamento pedagogico di Nivelles. Dal 1971 studiò letteratura e filosofia presso l'ULB, e dal 1976 vi studiò scienze ambientali.

## Carriera politica
Busquin si iscrisse da giovane alla Fédération générale du travail de Belgique, un sindacato di tendenza socialista. Aderì al Movimento popolare vallone e divenne segretario della sua sezione di Feluy nel 1963 e segretario della sezione regionale di Nivelles l'anno successivo. Nel 1968 si iscrisse al Partito socialista e nel 1971 divenne presidente della sezione di Feluy del partito.
Nel 1974 Busquin venne eletto membro del consiglio provinciale dell'Hainaut, di cui fece parte fino al 1978. Dal gennaio all'aprile 1977 fu consigliere comunale a Seneffe. Nel 1978 Busquin fu nominato presidente dell'Istituto belga dei radioelementi e promosse lo sviluppo dell'energia nucleare in Vallonia. Dal 1978 al 1980 Busquin fece parte del consiglio culturale della comunità francofona, dal 1980 al 1981 fu membro dell'esecutivo della comunità e dal 1980 al 1995 membro del suo consiglio. Nel 1980 fu eletto membro del consiglio regionale della Vallonia, di cui fece parte fino al 1995.

### Carriera a livello nazionale
Nel 1978 Busquin venne eletto membro della Camera dei rappresentanti, di cui fece parte ininterrottamente fino al 1995. Nel novembre 1980 Busquin venne nominato ministro francofono dell'istruzione nell'ambito dei governi Martens. Nel febbraio 1981 gli venne assegnata anche la delega agli affari interni. Rimase al governo fino al dicembre 1981.
Dal 1981 al 1985 Busquin fu segretario per il bilancio e l'energia della Vallonia e dal febbraio al maggio 1988 fu ministro degli affari economici, delle piccole medie imprese e dell'occupazione della regione vallona. Come segretario per l'energia Busquin promosse le energie rinnovabili. Dal 1983 al 1995 fece nuovamente parte del consiglio comunale di Seneffe.
Nel maggio 1988 Busquin fu nominato ministro degli affari sociali. Ricoprì la carica nei governi che si succedettero fino al giugno 1992.
Nel 1992 Busquin fu nominato presidente del Partito socialista e vicepresidente dell'Internazionale Socialista. Dal 1995 al 1997 fu inoltre tra i vicepresidenti del Partito Socialista Europeo. Nonostante una serie di scandali finanziari che investirono il partito, Busquin riuscì ad ottenere un buon risultato elettorale alle elezioni del 1995. Dal 1995 al 1999 Busquin fu membro del Senato. Nello stesso periodo fu anche sindaco di Seneffe.

### Carriera a livello europeo
Nel luglio 1999 Busquin venne eletto al Parlamento europeo. Nel settembre di quell'anno entrò in carica come commissario europeo per la ricerca nell'ambito della Commissione Prodi, dopo essersi dimesso dai suoi mandati da senatore, presidente del suo partito e sindaco. Come commissario Busquin promosse l'istituzione dell'area europea di ricerca e del mercato interno europeo per la scienza e la conoscenza. Durante il suo mandato si svolse il Consiglio europeo di Lisbona, in cui si decise che l'Unione europea sarebbe dovuta diventare l'economia della conoscenza più competitiva e dinamica al mondo.
Si dimise dall'incarico per partecipare alle elezioni europee del 2004. Fu il primo dei non eletti ed entrò a far nuovamente parte del Parlamento europeo nel settembre 2004, dopo le dimissioni di un collega di partito. Busquin venne nominato presidente del comitato parlamentare di valutazione delle opzioni scientifiche e tecnologiche, incaricato di commissionare studi approfonditi su questioni scientifiche. È stato l'autore del rapporto parlamentare sul settimo programma quadro di ricerca ed ha contribuito a definire le regole per la partecipazione delle università e delle imprese alla attività europea di ricerca. Ha fatto parte del Parlamento europeo fino al luglio 2009.
Busquin è ancora tra i dirigenti del Partito socialista e nel 2006 è stato eletto nuovamente sindaco di Seneffe.

## Attività successive
È membro della Commissione mondiale sull'etica della conoscenza scientifica e della tecnologia (COMEST) istituita dall'UNESCO. Presiede l'Istituto nazionale belga per i radioelementi e l'Istituto geografico nazionale belga. Fa parte del comitato consultivo dell'International Risk Governance Council. Nel 2007 Busquin è stato inoltre eletto presidente del consiglio di orientamento strategico di "UniverSud Paris".
Busquin presiede anche il Castello di Seneffe.

## Vita personale
Busquin è sposato.

## Pubblicazioni
- Le déclin de l'empire scientifique européen: Comment enrayer la chute ?, con François Louis (Renaissance du livre, 2005) ISBN 2874154814
- Aujourd'hui le futur (Quorum, 1997).

## Riconoscimenti
- Medaglia civica di prima classe, 1988[4]
- Ministro di stato, 1992[4]
- Membro onorario di "Academia Europaea"[6]